# Mont de Gébroulaz
Le mont de Gébroulaz est un sommet situé dans le massif de la Vanoise, en Savoie. Il se trouve entre l'aiguille de Péclet et l'aiguille de Polset.

## Toponymie
Gébroulaz est un toponyme dérivé du gaulois gabra « avec le suffixe diminutif -oulaz », désignant la femme du chamois. Le nom est à l'origine associé à un lieu-dit, situé à Méribel, avant d'avoir été associé au mont, ainsi qu'au col et au glacier.

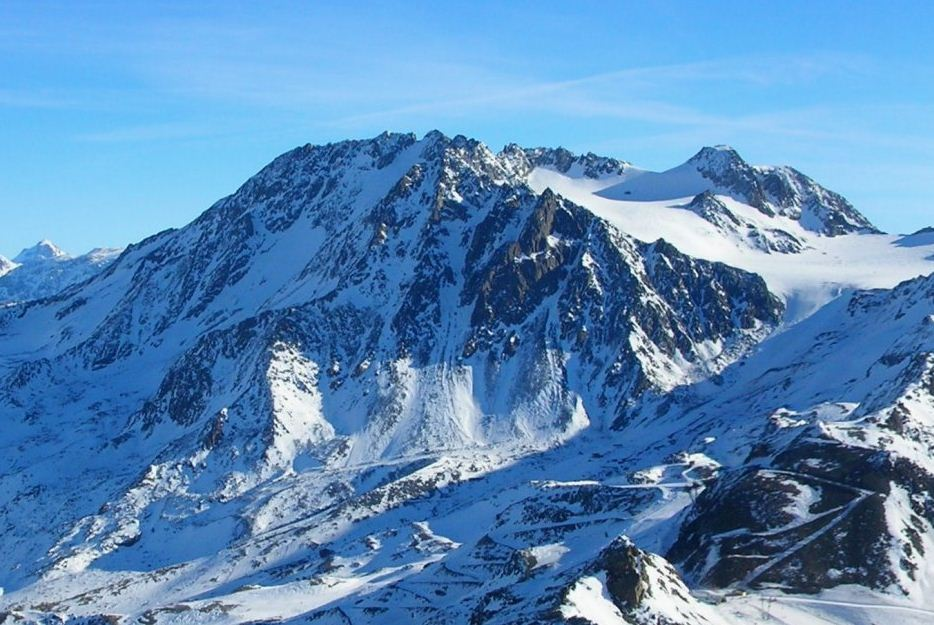
Vue depuis la cime de Caron à l'ouest-sud-ouest de l'aiguille de Péclet à gauche et du mont de Gébroulaz à droite avec à leurs pieds le glacier de Chavière.

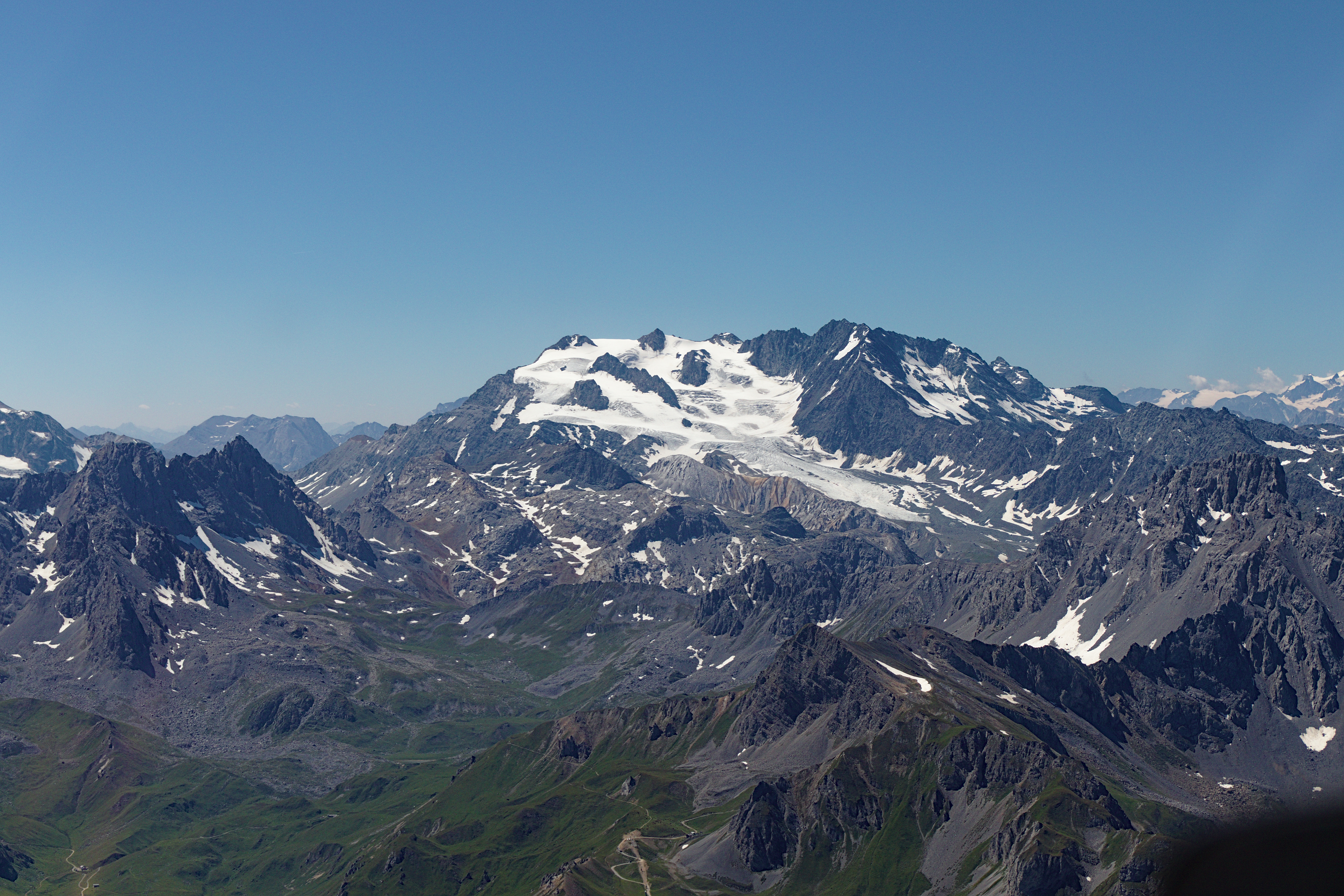
Vue aérienne à l'aplomb de Courchevel au nord du dôme de Polset, de l'aiguille de Polset, du mont de Gébroulaz et de l'aiguille de Péclet (au centre de gauche à droite).